# マイアミ☆ガンズ
『マイアミ☆ガンズ』は、百瀬武昭による日本の漫画。『マガジンSPECIAL』（講談社）において、1997年から1999年まで連載された。単行本は全4巻。2人の美少女警官・桜小路妖と天野ルウが巻き起こすドタバタ犯罪捜査劇である。2000年にはテレビアニメ化された。

## 世界観
舞台となるのは舞網市（まいあみし）にある舞網警察署（まいあみ けいさつしょ）。アメリカ合衆国に実在するマイアミ市のことではない。「舞網市」が日本国内の都市なのか、海外の都市なのかということは明かされていない。
登場人物のほとんどは日本人名ばかりであり、日本国内の都市であるとされる描写だが、その一方で、原作ではなぜかFBI（連邦捜査局）が舞網署の上層機関として存在していたり、そのFBIの捜査官が舞網署に乗り込んで捜査を行うという話も出てくる。
作中では、日本円でもアメリカドルでもない「マイアミドル」という通貨が使用されている。なお、自動車は左側通行しており、警察車両を含め大半の自動車は右ハンドルである）。舞台のモデルは千葉県浦安市内にある舞浜。

## テレビアニメ
全13話。内容としてはアニメ独自のオリジナルストーリーとなっており、キャラクターそのものは原作とほぼ同一であるが、内容は過激さがさらに強められている。
第4話は『頭文字D』をオマージュした「CGを使ってのクルマ同士のバトル」という話で、その回のアイキャッチにハチロクの模型が使われていた。これは、当初は予算の都合で模型を使ってバトルを表現することが検討されていたが、後に予算増額でバトルシーンでのCG制作が可能となり、模型案は幻に終わったその名残である。
DVD版のCMでは監督・湖山禎崇自身がトレードマークであるタオル巻き姿で登場し、クレクレタコラの着ぐるみ人形も交えたコント形式の内容となっている。

### 声の出演
- 桜小路妖、ローズ：豊口めぐみ
- 天野ルウ、アル、マリア：田村ゆかり
- 東條ナギサ：大沢千秋
- フリオ・ピースメーカー：石田彰
- 科研娘：田中理恵
- ジイ：西村知道 - 原作の「ジイ」とは全くの別人である。
- 桜小路妖の父：堀井真吾
- 天野クラレンス署長、マスター、レンジ：小形満
- 稲葉コースケ、アンソニー、ダタマ吉弘、マントの怪人：高橋広樹
- 石川ハルキ：森訓久
- 松本タクロー、青田三郎：高塚正也
- レオン森本、舞網女学園教頭、ハチロク刑事、ジャンゴ、組織の黒幕：中博史
- 桜小路妖の母：茂呂田かおる
- 純色太郎、刑事ロボットR：浜田賢二
- ジョージ：横尾博之
- ブルース辻：辻つとむ
- ジョーク・ジョーダン、デーブ：長嶝高士
- 舞網女学園学長：辻親八
- タイツ刑事、虎之助、ブラックE島、SP、アナウンサー：中田雅之
- マコ、女性スタッフ：木村郁絵
- アカガワ小次郎：森訓久
- セルジオ：中田和宏
- 東条家執事：宮澤正
- 殺し屋メイド：茂呂田かおる
- 詐欺師に騙されたおばさん：堀越真己
- 東条家のメイド：佐藤ゆうこ
- 看護婦、リポーター：大森由佳
- ナンデスト：Patrick Williamson

### スタッフ
- 原作 - 百瀬武昭（講談社「少年マガジンコミックス」刊）
- 監督 - 湖山禎崇
- シリーズ構成 - 平田豊
- キャラクターデザイン - 中島弘明
- 総作画監督 - 原田峰文
- 美術監督 - 武藤正敏
- 色彩設定 - 新垣純子
- デジタル統括 - 伊藤正弘
- 編集 - 古川雅士
- 音楽 - 中川孝
- 音響監督 - 高橋秀雄
- プロデューサー - 釜秀樹、金正廣、諸冨洋史
- アニメーション制作 - グループ・タック
- 制作協力 - あにまる屋
- 製作 - マイアミ☆ガンズ製作委員会（東宝、グループ・タック、毎日放送）[1]

### 主題歌
オープニングテーマ「SEEDS style 2000」
作詞・作曲・歌 - Lastier / 編曲 - chokkaku & Lastier
エンディングテーマ「奇蹟の城」
作詞 - 今井竜樹 / 作曲 - 木下智哉 / 編曲 - epidemic、藤井麻輝 / 歌 - epidemic

### 各話リスト
| 話数 | サブタイトル                     | 脚本            | 絵コンテ              | 演出       | 作画監督   | 放送日        |
| ---- | -------------------------------- | --------------- | --------------------- | ---------- | ---------- | ------------- |
| 1    | 舞網銀行襲撃事件                 | 平田豊          | 政木伸一              | 湖山禎崇   | 工藤裕加   | 2000年 2月5日 |
| 2    | これがマイアミ☆ガンズのすべてだ! | 湖山禎崇 平田豊 | 横山たかし            | 木宮茂     | 安田好孝   | 2月12日       |
| 3    | 潜入! 舞網女学園                 | 林民夫          | 河本昇悟              | 棚沢隆     | 松本好弘   | 2月19日       |
| 4    | 舞網峠GO GO GO!                  | 大和屋暁        | 東森一                | 東森一     | はがひとし | 2月26日       |
| 5    | 子ワニを連れた渡り鳥             | 平田豊          | 島崎奈々子 横山たかし | 島崎奈々子 | 山本佐和子 | 3月4日        |
| 6    | スイカでBOM!                     | 隅沢克之        | 木宮茂                | 木宮茂     | 宗崎暢芳   | 3月11日       |
| 7    | のけもの姫                       | 平田豊          | 増井壮一              | 増井壮一   | 佐々木一浩 | 3月18日       |
| 8    | 海だ! 水着だ! 幽霊だ!            | 林民夫          | えがみきよし          | 政木伸一   | 安田好孝   | 4月8日        |
| 9    | 1000万Mドルの女                  | 大和屋暁        | 遠藤克己              | 棚沢隆     | 柳瀬雄之   | 4月15日       |
| 10   | ゼニゲバ刑事R                    | 隅沢克之        | 木宮茂                | 木宮茂     | はがひとし | 4月22日       |
| 11   | 炎の復讐計画                     | 林民夫          | 島崎奈々子            | 島崎奈々子 | 佐々木一浩 | 4月29日       |
| 12   | 破廉恥ゲリラ                     | 大和屋暁        | 政木伸一              | 政木伸一   | 安田好孝   | 5月13日       |
| 13   | さらばマイアミガンズ!?           | 平田豊          | コヤマヨシ鷹          | 湖山禎崇   | 中島弘明   | 5月20日       |

### 放送局
開始当初の2000年は毎日放送 (MBS) にて関西ローカルで放送されていた。しかし同年冬、同じ系列局である中部日本放送 (CBC) に加え、関東圏の独立局である千葉テレビ (CTC) やテレビ神奈川 (TVK) でもネットされたことから、UHFアニメの形式となった。さらには、あいテレビ (iTV) や山陽放送 (RSK) でも放送された。
MBSのみ、4年後の2004年に同じく『アニメシャワー』枠内で再放送された。
| 放送地域       | 放送局       | 放送期間               | 放送時間           | 放送区分 | 備考                                       |
| -------------- | ------------ | ---------------------- | ------------------ | -------- | ------------------------------------------ |
| 近畿広域圏     | 毎日放送     | 2000年2月5日 - 5月20日 | 土曜 25:45 - 26:15 | TBS系列  | 製作委員会参加 （『アニメシャワー』第1部） |
| 中京広域圏     | 中部日本放送 | 2000年10月 - 12月      | 土曜 25:55 - 26:25 | TBS系列  |                                            |
| 神奈川県       | TVK          | 2000年10月 - 12月      | 土曜 25:00 - 25:30 | 独立局   |                                            |
| 千葉県         | 千葉テレビ   | 2000年10月 - 12月      | 月曜 25:00 - 25:30 | 独立局   |                                            |
| 愛媛県         | あいテレビ   | 2000年6月 - 9月        | 金曜 26:05 - 26:35 | TBS系列  |                                            |
| 岡山県・香川県 | 山陽放送     | 2001年3月 - 6月        | 土曜 6:00 - 6:30   | TBS系列  |                                            |